# Championnat de France de football de troisième division 1998-1999
Navigation
National 1997-1998 National 1999-2000
Le Championnat de France de football National 1998-1999  a vu la victoire du CS Louhans-Cuiseaux.
Lors de cette saison si un club est relégué administrativement il est remplacé par une équipe de CFA.

## Les 20 clubs participants
| Le Sporting Toulon Var est exclu avant le début du championnat réduisant le nombre de participants à 19. |

| Club                    | En National depuis | Classement 1997-1998   | Entraîneur                | Depuis | Stade                       | Capacité | Part |
| ----------------------- | ------------------ | ---------------------- | ------------------------- | ------ | --------------------------- | -------- | ---- |
| CS Louhans-Cuiseaux 71  | 1998               | 19e (Division 2)       | Philippe Hinschberger     | 1997   | Parc des sports du Bram     | 9 750    | 0    |
| Sporting Toulon Var     | 1998               | 20e (Division 2)       | Luigi Alfano              | 1998   | Stade de Bon Rencontre      | 8 200    | 0    |
| FC Martigues            | 1998               | 21e (Division 2)       | Mahmoud Guendouz          | 1998   | Stade Francis-Turcan        | 11 500   | 0    |
| FC Mulhouse             | 1998               | 22e (Division 2)       | Lamine N'Diaye            | 1998   | Stade de l'Ill              | 16 100   | 0    |
| US Créteil              | 1997               | 3e                     | Bernard Simondi           | 1997   | Stade Dominique-Duvauchelle | 12 150   | 1    |
| Istres FC               | 1997               | 4e                     | Jean Castaneda            | 1997   |                             |          | 1    |
| GFC Ajaccio             | 1997               | 5e                     | Jean-Michel Cavalli       | 1998   | Stade Ange Casanova         | 8 000    | 1    |
| Paris FC                | 1997               | 6e                     | Jean-François Charbonnier | 1998   | Stade Déjerine              | 2 500    | 1    |
| RC France               | 1997               | 9e                     | Jean-Marie Lawniczak      | 1993   | Stade de Colombe            | 7 000    | 1    |
| US Lusitanos Saint-Maur | 1997               | 10e                    |                           |        | Stade Adolphe-Chéron        | 3 500    | 1    |
| AS Angoulême-Charente   | 1997               | 11e                    | Éric Guérit               | 1997   | Stade Camille-Lebon         | 6 500    | 1    |
| Olympique Noisy-le-Sec  | 1997               | 12e                    |                           |        | Stade Salvador-Allende      | 2 000    | 1    |
| Thouars Foot 79         | 1997               | 14e                    | Thierry Goudet            | 1997   | Stade Philippe Morin        | 3 500    | 1    |
| US Raon                 | 1997               | 15e                    | Didier Ollé-Nicolle       | 1991   | Stade Paul-Gasser           | 4 000    | 1    |
| Angers SCO              | 1997               | 16e                    | Christian Dupont          | 1998   | Stade Jean Boin             | 17 000   | 1    |
| ES Fréjus               | 1997               | 17e                    |                           |        | Stade Eugène Pourcin        | 2 500    | 1    |
| Valenciennes FC         | 1998               | 1er (National 2 Gr. A) | Ludovic Batelli           | 1996   | Stade Nungesser             | 14 857   | 0    |
| AS Saint-Priest         | 1998               | 2e (National 2 Gr. B)  |                           |        | Stade Jacques Joly          | 3 000    | 0    |
| Pau FC                  | 1998               | 1er (National 2 Gr. C) | Pascal Plancque           | 1998   | Stade du Hameau             | 14 500   | 0    |
| ES Vallée d'Eure        | 1998               | 2e (National 2 Gr. D)  | Laurent Hatton            | 1988   | Stade Pacy-Ménilles         | 2 000    | 0    |

## Classement final
Victoire à 3 points
| Rang | Équipe                  | Pts | J  | G  | N  | P  | Bp | Bc | Diff |
| ---- | ----------------------- | --- | -- | -- | -- | -- | -- | -- | ---- |
| 1    | CS Louhans-Cuiseaux R   | 68  | 36 | 19 | 11 | 6  | 51 | 26 | +25  |
| 2    | US Créteil P            | 66  | 36 | 18 | 12 | 6  | 52 | 25 | +27  |
| 3    | GFCO Ajaccio            | 65  | 36 | 18 | 11 | 7  | 50 | 34 | +16  |
| 4    | RC France               | 63  | 36 | 17 | 12 | 7  | 43 | 28 | +15  |
| 5    | Valenciennes FC P       | 62  | 36 | 17 | 11 | 8  | 54 | 27 | +27  |
| 6    | Olympique Noisy-le-Sec  | 58  | 36 | 16 | 10 | 10 | 35 | 26 | +9   |
| 7    | Pau FC P                | 50  | 36 | 15 | 5  | 16 | 41 | 37 | +4   |
| 8    | US Raon                 | 49  | 36 | 12 | 13 | 11 | 42 | 40 | +2   |
| 9    | Paris FC                | 49  | 36 | 13 | 10 | 13 | 46 | 51 | -5   |
| 10   | ES Fréjus               | 44  | 36 | 11 | 11 | 14 | 36 | 41 | -5   |
| 11   | FC Martigues R          | 42  | 36 | 10 | 12 | 14 | 34 | 37 | -3   |
| 12   | SCO Angers              | 42  | 36 | 11 | 9  | 16 | 45 | 55 | -10  |
| 13   | FC Istres OP            | 42  | 36 | 11 | 9  | 16 | 39 | 43 | -4   |
| 14   | Thouars Foot 79         | 40  | 36 | 10 | 10 | 16 | 39 | 43 | -4   |
| 15   | FC Mulhouse R           | 40  | 36 | 11 | 7  | 18 | 40 | 56 | -16  |
| 16   | Pacy VEF P              | 39  | 36 | 8  | 15 | 13 | 32 | 51 | -19  |
| 17   | US Lusitanos Saint-Maur | 39  | 36 | 9  | 12 | 15 | 40 | 45 | -5   |
| 18   | AS Angoulême-Charente   | 34  | 36 | 6  | 16 | 14 | 34 | 52 | -18  |
| 19   | AS Saint-Priest P       | 30  | 36 | 6  | 12 | 18 | 29 | 65 | -36  |
| 20   | Sporting Toulon Var R   | 0   | 0  | 0  | 0  | 0  | 0  | 0  | 0    |

Promotions et relégations
- Promotion en Division 2 1999-2000
- Relégation en CFA 1999-2000
- Rétrogradé
- Exclu avant le début de la saison

Abréviations
- P : Promu de CFA 1997-1998
- R : Relégué de Division 2 1997-1998

1. ↑  Le GFCO Ajaccio s'est vu refuser par la LNF et la FFF l'accès à la Division 2 1999-2000 à cause de l'article 131 du règlement de la FFF (interdiction d'avoir deux clubs professionnels dans une même ville de moins de 100 000 habitants, l'AC Ajaccio évoluant déjà en division 2). L’ASOA Valence est donc repéché et reste en Division 2.
2. ↑  Le FC Mulhouse est relégué administrativement en CFA et se voit remplacé par une équipe évoluant dans cette division, en l'occurrence le Stade de Reims.
3. ↑  Le Sporting Toulon Var est exclu avant le début du championnat pour raisons financières. Il débute alors en CFA 2 mais abandonne au bout de quelques journées.

- En cas d'égalité de points, les équipes sont départagées à la différence de buts particulière.

## Les champions
| Nom                     | Nationalité | Date Naiss.      | Lieu Naiss.               | Taille | Poids | Poste      | Matches | Buts |
| ----------------------- | ----------- | ---------------- | ------------------------- | ------ | ----- | ---------- | ------- | ---- |
| Philippe Hinschberger   | France      | 19 novembre 1959 | Algrange                  |        |       | Entraineur |         |      |
| Loïc Chavériat          | France      | 5 février 1977   | Mâcon                     | 1,80   | 70    | Attaquant  | 30      | 12   |
| Michel Mohamed Bradaia  | France      | 3 décembre 1971  | Bitche                    | 1,76   | 74    | Attaquant  | 26      | 11   |
| Jean-Louis Lima         | France      | 26 août 1967     | Asnières                  | 1,77   | 69    | Milieu     | 32      | 5    |
| Samuel Allegro          | France      | 14 mars 1978     | Saint-Chamond             | 1,82   | 80    | Défenseur  | 24      | 5    |
| Jérémy Bayle            | France      | 20 novembre 1973 | Lyon                      | 1,81   | 73    | Milieu     | 19      | 4    |
| Abasse Ba               | Sénégal     | 12 juillet 1976  | Dakar                     | 1,87   | 84    | Défenseur  | 33      | 2    |
| Vincent Dyduch          | France      | 9 mars 1974      | Bordeaux                  | 1,82   | 80    | Défenseur  | 29      | 2    |
| Cédrik Chagot           | France      | 12 février 1976  | Orléans                   | 1,82   | 74    | Défenseur  | 28      | 2    |
| Nicolas Mermet-Maréchal | France      | 28 avril 1970    | Lons le Saulnier          | 1,86   | 74    | Milieu     | 28      | 2    |
| Mario Espartero         | France      | 17 janvier 1978  | Fréjus                    | 1,72   | 73    | Milieu     | 4       | 2    |
| Julien Converso         | France      | 22 mai 1975      | La Tronche                |        |       | Milieu     | 20      | 1    |
| Arnaud Marguerite       | France      | 7 mars 1973      | Rouen                     | 1,84   | 75    | Gardien    | 36      | 0    |
| Mauro Piutti            | Croatie     | 26 octobre 1971  | Pula Croatie              | 1,74   | 72    | Défenseur  | 31      | 0    |
| Éric Dufournet          | France      | 2 mai 1969       | Annecy                    | 1,78   | 73    | Défenseur  | 24      | 0    |
| Jocelyn Ducloux         | France      | 22 août 1974     | Le Creusot                | 1,80   | 72    | Milieu     | 22      | 0    |
| Franck Chow Yuen        | France      | 19 octobre 1973  | Saint-Denis de la Réunion | 1,73   | 65    | Attaquant  | 22      | 0    |
| Georges Da Silva        | France      | 14 octobre 1978  | Albertville               | 1,68   | 67    | Milieu     | 11      | 1    |
| Stéphane Poncet         | France      | 22 août 1977     | Bourg en Bresse           | 1,76   | 73    | Milieu     | 7       | 0    |
| Alain Mendes            | France      | 9 septembre 1976 | Hayange                   | 1,78   | 66    | Attaquant  | 2       | 0    |

### Classement des buteurs 1998-1999
Patrick Van Kets (Gazélec Ajaccio): 19 buts